# Choanozoa
A Choanozoa az állatokat (Animalia) és legközelebbi rokonaikat, a galléros ostorosokat (Choanoflagellata) tartalmazó rendszertani csoport. Minden olyan élőlény ide tartozik, mely a galléros ostorosok sejttípusát (choanocita) kialakítja, vagy amelyek elődei valószínűleg kialakították e sejttípust.
A galléros ostorosok gyakorlatilag mindig galléros ostoros sejtekhez hasonlító mikroszkopikus eukarióták. Általában egysejtűek és kevés sejtből álló kolóniák tartalmaznak ilyen sejteket. A mai állatok közül csak a szivacsokban (Porifera) vannak jelen a galléros ostoros sejtek, a többi állat elvesztette ezeket, így azok nem rendelkeznek galléros ostoros sejtekkel, azonban számos hasonló sejttípussal rendelkeznek.
Feltehetően körülbelül 1 milliárd évvel ezelőtt alakult ki a galléros ostoros sejtek létrejöttével. Az első néhány százmillió évről nem maradt fenn egyértelmű fosszilis bizonyíték.

## Fogalma

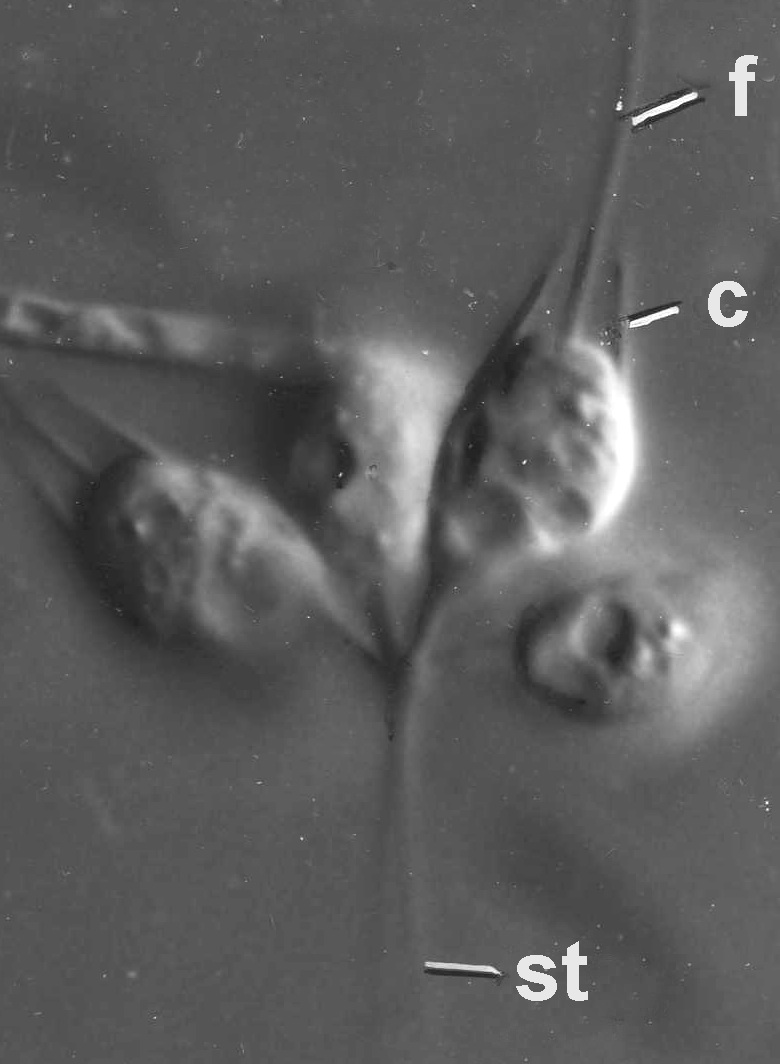
Valószínűleg az első felfedezett galléros ostoros, a Codosiga botrytis.
st = szár
c = gallér
f = ostor

1765-ben John Ellis, brit kutató szivacsokat vizsgált. Kiderült, hogy aktívan használtak egy táplálékáramot, és ehhez az osculum körüli területet önállóan mozgatták. Ellis kutatása két okot adott a szivacsok állatok közé helyezésére. A német Christian Gottfried Ehrenberg 1831-ben „sokfejű oszlopos harangocskáknak” nevezett egy mikroorganizmust, mely feltehetően a Codosiga botrytis fajhoz tartozik. Tehát Ehrenberg fedezte fel a galléros ostorosokat.:118:1 Bár az első egyértelmű közlést csak több mint két évtizeddel később tette a német Georg Fresenius,:121:2 de már kevéssel Ehrenberg közlése után felismerte Félix Dujardin francia kutató a nagy hasonlóságot e szervezetek és a szivacsok bizonyos sejtjei közt. A sejteket choanocitáknak nevezte. A galléros ostorosokkal és a choanocitákkal foglalkozott valamivel később Henry James Clark, amerikai biológus is. Ő volt az első, aki rokonságot mondott ki a szivacsok és a galléros ostorosok közt. Hét évvel később a brit Thomas Henry Huxley a szivacsokat az állatok közt bazális helyre, és közben minden más állattal szembe helyezte.
Már a 19. század végén ismertté vált, hogy a szivacsok egyszerű állatok, és hogy valószínűleg a galléros ostorosok közeli rokonai, lehetővé téve az állatok és a galléros ostorosok egy kládba való csoportosítását. E klád azonban több mint 120 évig névtelen volt. Ezentúl a filogenomika kezdete óta további bizonyítékok derültek ki a Choanoflagellata és a Metazoa egy kládba tartozása mellett.
A klád elnevezéséhez javasolták, hogy a galléros ostorosokat egyszerűen állatokként tekintsék. Ez egy „Animalia” csoporthoz vezetett volna, melynek részei lettek volna a galléros ostorosok és a Metazoa. E lehetőség azonban kevéssé terjedt el, hiszen az „Animalia” szót gyakrabban használták a Metazoa szinonimájaként. Gyakran a klád egyszerűen névtelen volt. Csak kevés további névjavaslat jelent meg, mint például a „Choanimal” és az „Apoikozoa”.:448 2017-ben amerikai biológusok, Thibaut Brunet és Nicole King nevezték el a galléros ostorosokat és az állatokat magában foglaló kládot Choanozoának.:127 Bár már nyolc évvel korábban ugyane jelentéssel megjelent egy kutatásban, akkor nem kapott további figyelmet a név. Ezenkívül a Choanozoa elnevezést 1981-ben és 1983-ban Thomas Cavalier-Smith, brit evolúciós biológus is javasolta egy törzs megnevezésére, mely csak a galléros ostorosokat tartalmazta. Ezért az 1980-as évektől hosszú ideig a Choanoflagellata szinonimájává vált a Choanozoa. A Cavalier-Smith által használt jelentésben a Choanozoát a 2000-es évekig használták.:2 Ekkor javasolták Thibaut Brunet és Nicole King a fogalom új jelentését. Érveik közé tartozott, hogy a Choanozoa a Cavalier-Smith által használt értelemben parafiletikus, mivel a 2008-as tanulmányban további két egysejtűcsoportot is tartalmazott: az Ichthyosporeát és a Filastereát.:127 Az eukariótaosztályozás 2019-es változata Brunet és King nevezéktan-javaslatát használta. Ezért a galléros ostorosok (Choanoflagellata) és állatok (Metazoa) által alkotott monofiletikus csoport a Choanozoa nevet viseli.

## Ismertetőjegyek
A Choanozoa sejtszintű ismertetőjegyei a galléros ostoros sejtek. Ezt gyakran közös új tulajdonságnak tekintik.:10 A sejt egyik végén egyetlen ostor van, amit a stereovillusokból álló gallér vesz körül, melyen belül nyálkafüggöny van.:25–28 Az ostor és a gallér összhangja a tápanyag kiszűrését szolgálja. Az ostor a vizet mozgatja, mely ezen áthalad, a tápanyagrészecskéket ez megtartja, és a sejt filopódiumokkal befogja, végül fagocitózissal felveszi.

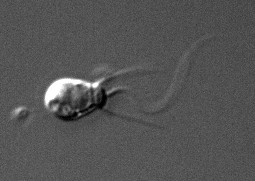
A Salpingoeca rosetta fajba tartozó egysejtű

A galléros ostorosok egyetlen galléros ostoros sejtből állnak, ezenkívül több galléros ostoros együtt sejtkolóniákat is alkothat. A galléros ostorosokkal szemben az állatok többsejtűek. Ezen belül a szivacsokra is jellemző sejtek a choanociták.:36–37 A többi állatnál a choanociták valószínűleg különböző változásokon mentek keresztül, vagy akár teljesen el is tűntek.:125
Gyakran feltételezik, hogy a galléros ostoros sejtek a Choanozoa összes élő tagjának utolsó közös ősétől származnak.:2 Ez azt jelentené, hogy a galléros ostorosok és a szivacsok galléros ostoros sejtjei homológok. A nagyobb hasonlóságok ellenére számos kis különbséggel rendelkeznek e sejttípusok.:10; 12–13; fig. 4B, 4F–4G, 2A–2BE különbségek miatt a sejttípusok hasonlósága kevésbé meggyőző.:25 Ezért lehetséges, hogy a két sejt egymástól függetlenül, konvergens evolúcióval alakult ki.:58–59:287

## Rendszertan
A Choanozoa feletti csoportok, illetve azok testvércsoportjai:
|  | Ichthyosporea |
|  |               |
|  | Pluriformea   |
|  |               |

|  | Filasterea |
|  |            |
|  | Choanozoa  |
|  |            |

|  | Ichthyosporea |
|  |               |
|  | Pluriformea   |
|  |               |

|  | Filasterea |
|  |            |
|  | Choanozoa  |
|  |            |

A Choanozoa alatti szintek:
|  | Craspedida   |
|  |              |
|  | Acanthoecida |
|  |              |

|  | Porifera     |
|  |              |
|  | Epitheliozoa |
|  |              |

|  | Craspedida   |
|  |              |
|  | Acanthoecida |
|  |              |

|  | Porifera     |
|  |              |
|  | Epitheliozoa |
|  |              |

Filogenomikai tanulmányok szerint a Choanozoa rokonsága különböző kinézetű egysejtűekből áll. Testvértaxonjával, a Filastereával együtt alkotják a Filozoa taxont, mely a Teretosporeával együtt alkotja a Holozoát.:5 A Teretosporeához tartoznak a nagyrészt parazita tagokból álló Ichthyosporea és a Pluriformea. Ez utóbbi csoportból eddig csak egy Corallochytrium génuszba tartozó tengeri és egy Syssomonas génuszba tartozó édesvízi egysejtűt fedeztek fel.:2043, e2 A jelenlegi rendszertan egy korábbi hipotézist vált fel, mely a Pluriformeát nem a Teretosporea részeként, hanem a Filozoa testvértaxonjaként kezelte.:2045 A Choanozoa tagjai pedig a galléros ostorosok és az állatok. Mindkét csoport tovább bontható.:4

### Galléros ostorosok
A galléros ostorosok két rendre oszthatók, az egyik a Craspedida, melynek tagjai szerves vegyületekkel veszik magukat körbe, melyek gyakran fedőréteget alkotnak. Egy részük azonban vékony glikokalixszal veszi magát körbe. A másik rend az Acanthoecida, melynek tagjai amorf szilícium-dioxid hüvellyel (lorica) veszik körbe magukat.:166–167, 172 A galléros ostorosok szabadon úszó és szesszilis formákkal egyaránt rendelkeznek,:44, 230:73 és magányos sejtként vagy kis kolóniákban is élhetnek. Tojás alakú vagy gömbölyű sejttesteik átmérője néhány mikrométertől néhány tíz mikrométerig terjed.:2, 4 Tengerekben, brakkvizekben, valamint édesvízben – beleértve a talajvizet és az akvifereket is – élnek.:44 Szűrögetők,:18 baktériumokkal:239 és vírusokkal táplálkoznak.

### Állatok
Míg a galléros ostorosok csak egysejtűként vagy kis sejtkolóniákban élnek, az állatok a többsejtűség különleges módját fejlesztették ki.:1 Szervezetük sok sejtből áll több differenciált típusban. Az állatok többsejtűsége teljesen egyedülálló evolúciós utat jelent, és a gombák, nyálkagombák, az Oomycetes, a Charophyceae, az embriós növények, a vörös- és barnamoszatok többsejtűségéhez hasonló (konvergens evolúció).:623 Egyedülálló az állatokban a kollagének közé tartozó szerkezeti fehérjék előállítása.:4–5 Ezek gyakran vannak többsejtű szervezetek sejtközi terében. Az állatok két csoportja valószínűleg a szivacsok (Porifera) és – bár ez vitatott – az Epitheliozoa csoportja.:452
A szivacsok sejtcsoportjai kevéssé hasonlítanak a többi állat szöveteire. Azonban a sejtjeik neurotranszmitterekkel – acetilkolinnal, glutaminsavval és γ-aminovajsavval – kommunikálnak. Ezenkívül rendelkeznek pinakocitákkal és bizonyos további sejtekkel, melyeket néha – nem teljesen pontosan – „miocitáknak“ neveznek, valamint aktomiozin mikroszálakkal. Ilyen szálas fehérjeszerkezetekkel a sejtek koordináltan húzódnak össze és állnak vissza. Kevés kivétellel baktériumokkal táplálkoznak a szivacsok, melyeket a galléros ostoros sejtjeik segítségével szűrnek ki a vízből.
Az Epitheliozoa nem rendelkezik galléros-ostoros sejtekkel, de bennük találhatók olyan sejtek, melyek legalább kis mértékben hasonlítanak rájuk.:125 Az Epitheliozoa tagjai fedőhámot (epitélium) hoznak létre. A fedőhámsejteket dezmoszómák segítségével adherens zónák:76 (zonulae adhaerentes) tartják szorosan össze. A galléros ostoros sejtekre hasonlító sejtek a fedőhámban vannak, és például érzéksejtekként működnek.:2–3
A galléros ostoros sejtek hiánya ellenére az Epitheliozoa a Choanozoa része, mivel e taxon elsősorban filogenomikailag van meghatározva: a galléros ostorosok az állatokkal együtt tartoznak a Choanozoához. Ez a genomjaikban lévő közös elemek miatt van így. Ezenkívül a szivacsok és az Epitheliozoa közösen alkotják az állatok csoportját, és ez ugyanígy főképp ismert genomikai azonosságok miatt van így. Ezért minden állat a Choanozoa része. Összességében a Choanozoa minden más hasonló csoportnál nagyobb genomikai hasonlósággal rendelkezik.

## Fejlődése
A Choanozoa fejlődése az állatok evolúciójának része. A fejlődésben két különösen fontos esemény történt. Az első a galléros-ostoros sejtek kialakulása,:2:287 a második a többsejtűség állati változata.:5 Mindkét esemény valószínűleg törékeny egysejtű élőlényekkel, illetve lágy, kevés sejtből álló szervezetekkel kezdődött.:2, 5 Ezek akár több mint 900 millió évvel ezelőtt, az alsó proterozoikumban is megtörténhettek,:3–4 és nem hagytak fosszilis nyomot.

### Közös ős

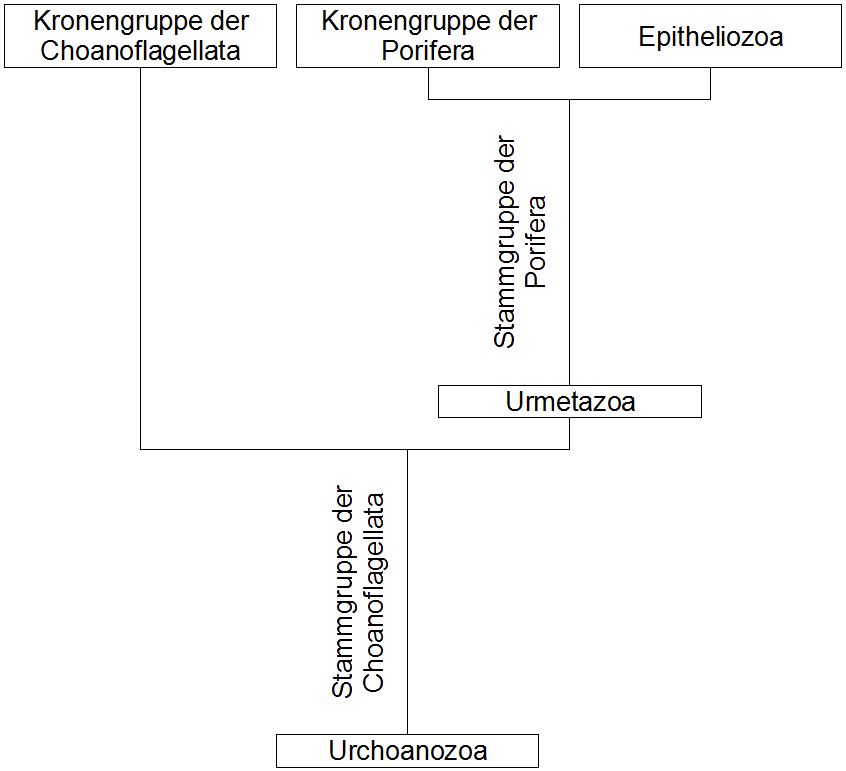
A Choanozoa lehetséges törzsfája.

Ha a galléros ostoros sejt a Choanozoa eredeti ismertetőjegye, a Choanozoa fejlődése a galléros ostoros sejtek fejlődésével kezdődött. Ez a Filozoa ostoros egysejtűinek populációjából alakulhatott ki.:2 Feltehetően ezen élőlények filopódiumokkal rendelkeztek, melyekre a „Filodigiti” nevet javasolták.:2 Ezek szálakhoz hasonlító, jellemzően el nem ágazó sejtfüggelékek, melyek teljes hosszukban azonos szélességűek.:4–5 A filopódiumok számos egysejtűnél és többsejtűek bizonyos sejttípusainál is megtalálhatók.:2013–2014 A recens galléros ostorosok is rendelkeznek filopódiumokkal,:2017 amelyek belső szerkezetük révén őrzik meg alakjukat, és 10–30 párhuzamos aktinszálból állnak.:2013, 2020 Lehetséges, hogy egyes filopódiumok stereovillusokká rövidültek, azok az ostor köré gyűrű alakban elrendeződtek, létrehozva a galléros ostoros sejt gallérját.:2 Így jöttek létre a Choanozoa őseiben a galléros ostoros sejtek.:125 Genomjukban már 16:10 szinténia volt jelen az állatokban megtalálható 29-ből, melyek az állatok közös genetikai örökségének tekinthetők.:2 A Choanozoa ősei valószínűleg szesszilisek voltak, és a Craspedida rendbe tartozó mai galléros ostorosokra hasonlítottak.:2 Egy molekuláris óra szerint a közös ős mintegy 980 millió évvel ezelőtt vált külön a Filozoa többi tagjától,:3–4 míg Liu  et al. 2024-es molekuláris órája alapján a klád 810,4–937,27 millió évvel ezelőtt alakult ki. Ez a toniumban volt, amikor Rodinia elkezdett szétesni. A légkör oxigéntartalma ekkor a mai érték 1%-ánál is kevesebb volt.

### Kadherinek
A Choanozoában fejlődött ki a többsejtűséghez vezető út. A molekuláris óra szerint ez körülbelül 930 millió évvel ezelőtt történt.:3–4 Ez a többsejtűség nagyrészt meghatározott adhéziós fehérjéken, a kadherineken alapult. A fehérjék a sejtmembránban rögzülnek, és onnan irányulnak a sejtközi tér felé. Ott kapcsolódnak a kadherinekkel a szomszédos sejtekhez. Így sok sejtből álló kapcsolatok jöhetnek létre.:13 046 Az első kadherinek bioszintézisét lehetővé tevő gének a Holozoa egysejtű tagjaiban jöttek létre, mielőtt a Choanozoa ősei kifejlődtek.:13 047, 13 049–13 050 A Bicellum génusz mikrofosszíliái tulajdonképpen egysejtű élőlények sejtaggregátumait mutatják be. Mintegy egymilliárd évvel ezelőtt a kadherinek révén sejthalmazokká tudtak összeállni. A kadherinek ezután tovább fejlődtek. A gének duplikálódtak, diverzifikálódtak, és fehérjedomén-kódoló génszekvenciákat cseréltek más génekkel.:13 049 Valószínűleg horizontális géntranszfer is történt a prokariótákkal. Egy fehérjedomén génszekvenciáját is átadták, mely ma a Clostridium génuszba tartozó baktériumok celluloszómájában található. E fehérjekomplex teszi számukra lehetővé az enzimatikus cellulózbontást.:13 050 A Choanozoa ősei három fehérjecsaládból származó kadherinekkel rendelkezhettek.:13 048 Ma e fehérjéket a Monosiga génuszba tartozó galléros ostorosok szintetizálják.:13 046 Tehát a kadherinek eredeti funkciója nem a sejtek összeállítása volt többsejtű állapottá.:13 050 Ez megváltozott az első klasszikus kadherinek kifejlődésekor. A klasszikus kadherinek új, nagyobb kadherincsaládot jelentettek.:13046 Csak ezen új fehérjék jelentették a sejtek tartós egymás mellett maradását, ezzel a többsejtűséget.:2 Ma a klasszikus kadherineket kódoló gének kizárólag állati genomban vannak jelen.:13 046–13 049 A klasszikus kadherinek sejtadhéziója tette lehetővé a többsejtű állatok evolúcióját a galléros ostorosokból.:14:130

### Az állatok közös őse
Feltehetően a galléros ostorosokból az állatok felé történő átmenet a Choanoflagellata klasszikus kadherineket előállítani képes sejtkolóniái révén történt. E fehérjék révén az egyedüli sejtek szorosan összekapcsolódhattak. A többsejtűség felé tartó átmenetet ez biztosította.:5 Ez hozta létre az első állatokat, melyeket a német és angol szakirodalom Urmetazoának (ősállatok) nevez. Az állati többsejtűség fejlődésével párhuzamosan történt meg az első kollagének fejlődése is.:1, 18 Ebből vezethető le a közeli kapcsolatban álló kollagénszerű szerkezeti fehérje, a spongin is, mely a szivacsokban fordul elő.:11
Feltehetően a többsejtűség az ellenségekkel szemben előnyt jelentett. Ezt kísérletek is megerősítették. Például egy kísérletben a Scenedesmus acutus fajba tartozó egysejtű zöldmoszatokat tartottak akváriumokban. Ezután a Daphnia nembe tartozó vízibolhákat helyeztek az akváriumba, melyek zöldmoszatokkal táplálkoztak. Néhány nappal később észrevették, hogy a zöldmoszatok egyre inkább sejtkolóniákat hoztak létre.:628 Egy másik kísérletben a Chlamydomonas reinhardtii fajba tartozó egysejtű zöldmoszatokat helyeztek Paramecium tetraurelia fajba tartozó papucsállatkákkal együtt. 50 héttel később az ötből kettő kísérleti edényben jelentek meg állandó és nagy kolóniák, melyeket sok Chlamydomonas-sejt alkotott. Az ilyen kapcsolatok kiépítésére való hajlam örökölhető.:6 Ezzel nagyobb lesz a térfogatuk, ezzel megnehezítve az ellenségeiknek a bekebelezésüket és emésztésüket.:2

#### A choanociták elsősége
Két hipotézis szerint a galléros ostoros sejtekből alakultak ki a többsejtű állatok. E hipotézisek szerint a szesszilis szervezetek a mai szivacsok falának igen egyszerű felépítésű szakaszaira hasonlítottak.:5 Manapság sok helyen abból indulnak ki, hogy az állatok ősei a szivacsokhoz tartoztak.
Az egyik hipotézis szerint a szorosan egymáshoz kapcsolódó sejtek egy sejtréteget alkottak. Ez a sejtréteg egy folyadékkal töltött űrt, az első mezohilt vette körül. Feltehetően a sejtkolónia egy szilárd talajon élt. A sejtkolónia és a talaj közti kapcsolatot speciális tartósejtek, a pinakociták fejlődését tette lehetővé. Tehát ezen élőlények egyrészt két sejttípusból, choanocitákból és pinakocitákból állt, másrészt bennük mindig volt mezohil.:5

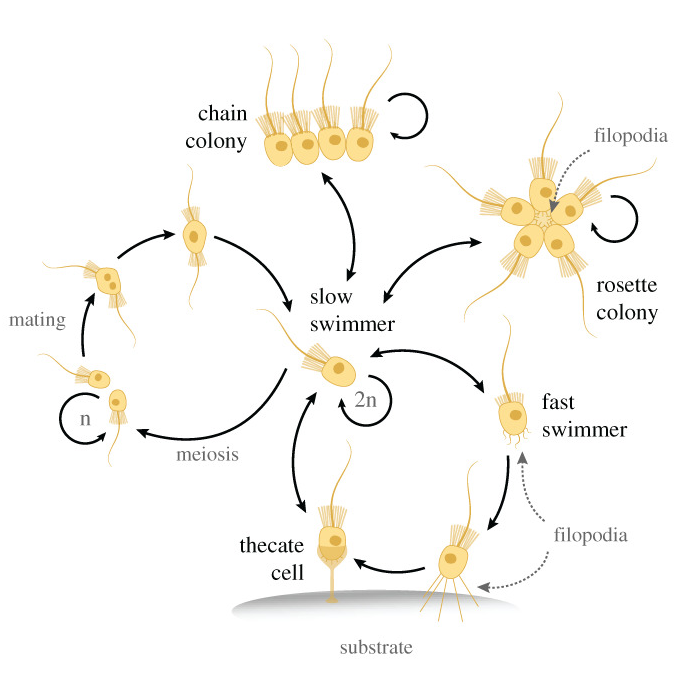
A Salpingoeca rosetta sejtjei 5 különböző morfotípusban vannak jelen.

A régebbi második hipotézis szerint a többsejtűséghez vezető út nem szesszilis, hanem egy planktonikus gömbölyű gallérosostorossejt-kolóniából indult ki. A sejtek egymást szorosan tartották, mely a folyadékkal teli központi üreget vette körül. E szakasz a „Choanoblastaea” volt. Ezentúl a sejtek kívülről belülre vándoroltak, és más sejttípusokká differenciálódtak. Ez a „továbbhaladott Choanoblastaea” volt, egy különböző sejttípusokkal kitöltött sejtkolónia. A sejtkolónia ezután a talajhoz rögzült, és szesszilissé vált.:13–14
A két említett hipotézis a galléros ostorosokból a korai szivacsok felé vezető evolúció döntő lépéseinek kettősét írja le. Előbb kifejlődött a tartós többsejtűség, mely után a különböző módon differenciálódott sejttípusok jöttek. Mindkét lépéshez találtak a mai galléros ostorosoknál megfeleltethetőséget. A Salpingoeca rosetta faj tagjai 5 könnyen megkülönböztethető morfotípussá képesek differenciálódni.:76 Ezenkívül létrejött egy gallérosostorossejt-típus, amely többsejtű, rozetta alakú sejtkolóniákat alakít ki.:75 A rozettakolóniákká való differenciációhoz szükséges ingert a RIF-1 (rosette inducing factor) nevű szulfonolipid hozza létre.:7, 10 Ezt az Algoriphagus génusz, valamint a Bacteroidetes törzs baktériumai termelik, és lehetőleg vízbe ürítik.:5, 6 A Salpingoeca rosetta e baktériumokkal táplálkozik. Valószínűleg a rozettakolóniák a baktériumokat hatékonyabban tudja elfogyasztani, mint egy egyedüli galléros ostoros sejt.:6 A rozettakolónia hasonlít az állatok szedercsírájára.:2 A sejtek egymás alatt filopódiumokkal:2, 7 és sejtplazmával telített plazmahidak alkotta összeköttetésben állnak.:1–2, 7–8, 11–12 A plazmahidak átlagosan 0,75 µm-esek, és a kolónia sejtjeit szabálytalan hálózatban kapcsolják össze.:8 Ez a sejtek közti időleges kommunikációt teszi lehetővé.:1–2 Ezenkívül a plazmahidak lehetnek egyszerűen megmaradó kapcsolatok két utódsejt közt, melyek közös mitózisból jöttek létre.:12 A rozettakolóniák sejtjei hasonlítanak az amőboid sejtekre.:1, 5–6, 11 E változatban nyolc állábbal rendelkeznek,:5 sejttestük általában szabálytalan,:62 és minden sejtjük sejttestében mintegy 5 makropinoszóma van.:5 Egy kolónia sejtjeinek nagysága jelentősen eltér,:67 sejttestük térfogata 10-40 µm3.:74 Ezenkívül a rozettakolóniákban két répákra és paprikákra hasonlító sejttestű különleges hosszú sejttípus található.:1, 7–8, 12 Talán a sejtek e különbségei is tekinthetők a differenciálódás előzményeinek.:1, 4, 11–12

#### Az archeociták elsősége
A Salpingoeca rosetta egyes egyedei képesek sejtjeik alakját jelentősen megváltoztatni (transzdifferenciáció).:3 Ez fordítva is megtörténhet, vagyis visszavonható.:1 Gyakran néhány perc alatt a sztereovillusokból álló koszorúk a sejtbe visszahúzódnak és lebomlanak. A sejtek elvesztik kerek alakjukat, és amőboiddá válnak.:3 Ez akkor történik meg, ha a galléros ostorosoknak kevés a helyük.:3–5 Ez az alak lehetővé teszi számukra az amőboid mozgásokat, melyekkel a szűk helyeken át tudnak haladni.:9 Az amőboid sejtekké való transzdifferenciációt további öt gallérosostoros-fajnál figyelték meg.:10

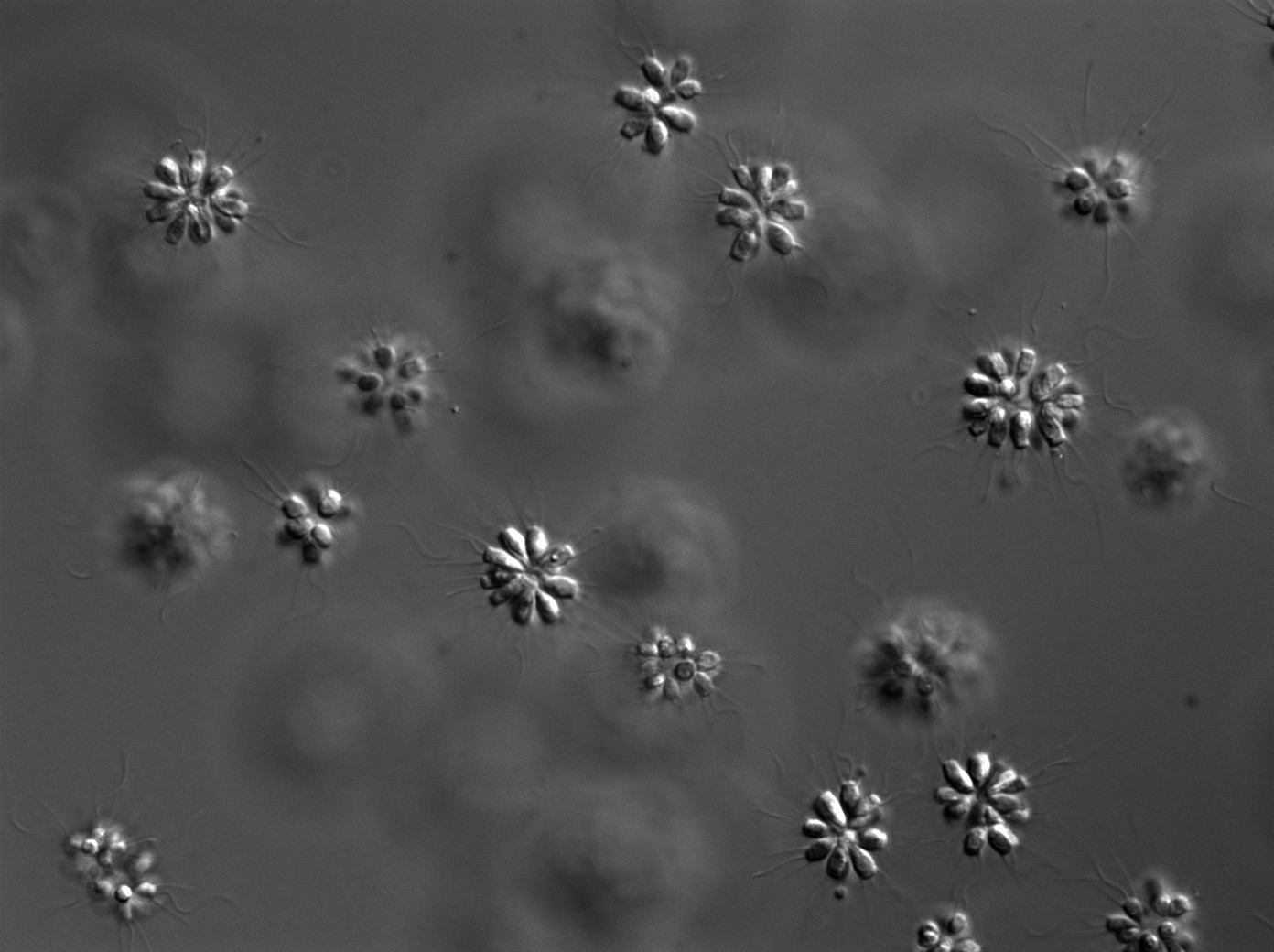
A Salpingoeca rosetta rozettakolóniái.

A recens galléros ostorosok kevés különböző gallérosostorossejt-típusra differenciálódnak.:76 A galléros ostoros sejtek transzdifferenciálódnak amőboid sejtekké, és az amőboid sejtek vissza galléros ostoros sejtekké.:1 A mai szivacsok pedig kevés különböző szivacssejttípussal rendelkeznek. Ezek közé tartoznak az amőboid archeociták, melyek további szivacssejttípusokká képesek differenciálódni. Ezek közé tartoznak a galléros ostoros sejtek, melyek transzdirrefenciálódhatnak archeocitákká.:519, 521–522 Az archeocitákban kifejezett gének mintája sok tekintetben hasonlít a galléros ostorosok sejtjeinek mintájához. Azonban sokkal jelentősebb mértékben térnek el a szivacsok galléros ostoros sejtjeinek és a galléros ostorosok sejtjeinek a mintái.:521
A transzdifferenciáció megfigyelése az állatősökkel kapcsolatos további hipotézishez vezetett: nem gallérosostorossejt-kolóniák voltak eredetileg, hanem egy sejttípusból épültek fel, mely további sejttípusokká tudott differenciálódni, hasonlóan az archeocitákhoz.:519, 522 Ahogy minden másik sejttípus esetén ismét galléros ostoros sejtek jöhettek létre.:2 E hipotézisből következnék az is, hogy a galléros ostorosok és a szivacsok choanocitái nem közvetlenül lennének homológok.:522

## Korai fosszíliák
A fosszíliák hiánya megnehezíti a Choanozoa az első néhány százmillió évre vonatkozó fejlődéstörténetének reprodukcióját.:1
:1 Bár sok lehetséges állatfosszíliát leírtak, de egyik feltételezett szivacs se volt teljesen meggyőző.:972 (1) A Choanozoa első kevésbé vitatott bizonyítékai közé tartoznak a megkövült állatok, melyek a fanerozoikum előtti utolsó néhány millió évből származnak.:1246–1249

### Tonium

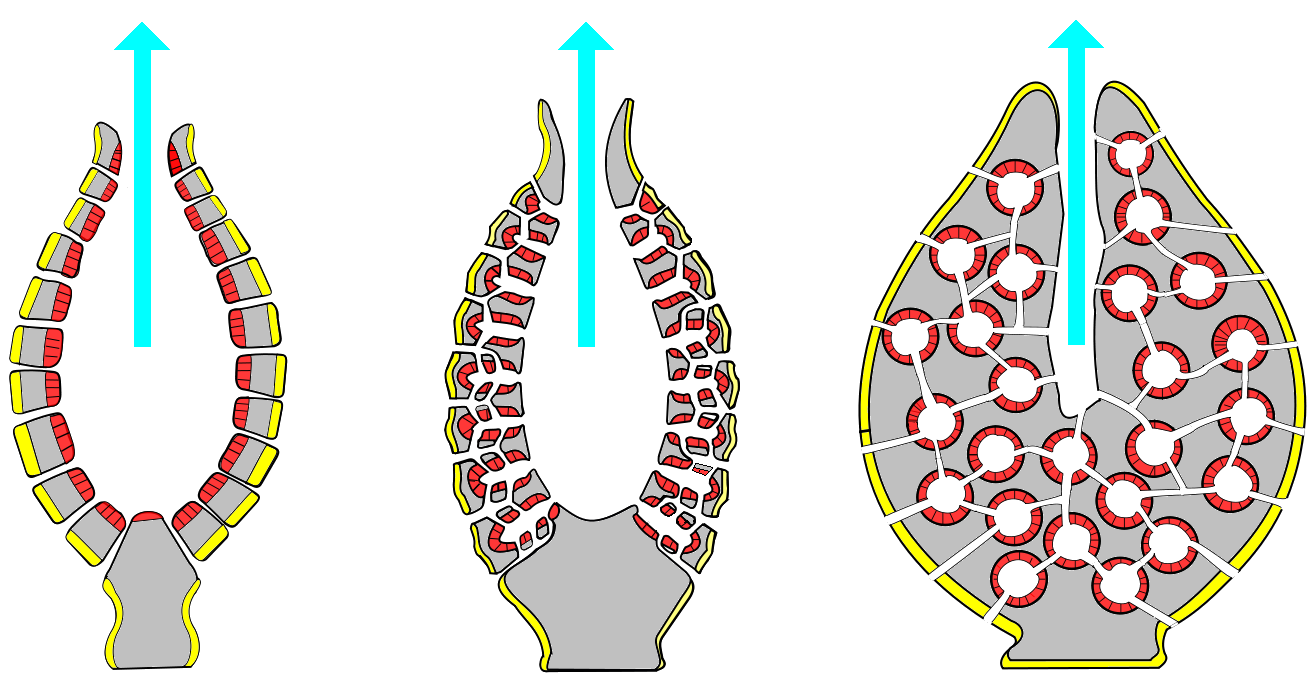
A recens szivacsok felépítése, ahol a szuboszkuláris területek az osculumok alatt vannak. Sárga: pinakociták, piros: choanociták, szürke: mezohil, kék nyíl: vízkiáramlás az osculumon keresztül.

A feltételezett állatősökkel szemben a szivacsok összetettebbek. Valamivel több sejttípusuk van. Nagyobbak, továbbá gyakran kemény váz támogatja őket, a szivacsszpikula.:9 Vékony külső falaikon kis pórusok, ostiumok vannak. Ezeken keresztül áramlik be a víz. Ezt a középső szuboszkuláris tér teszi lehetővé, ahonnan az osculumon keresztül áramlik ki a víz.:E1457 Lehet, hogy e szerkezet korábbi változata megmaradt fosszíliában. A legrégebbiek a toniumból maradtak fenn.

#### Féregszerű mikrostruktúrák
A Stone Knife formációban (Északnyugat-Kanada) cianobaktériumok előállította sztromatolitokat találtak. Korukat körülbelül 890 millió évre becsülték.:87–88 (1–2) Közvetlenül alattuk és rajtuk féregszerű mikrostruktúrákat találhat, melyek kis csövekből álló szabálytalan mésznyomokat jelent, melyek hossza néhány millimétertől néhány centiméterig terjedt. Ezeket feltehetően a Demospongiae tagjai hagyhatták hátra. Ezek kizárólag spongint tartalmazó vázat használó szivacsok voltak.:87–88 A mai tengerekben is jelen vannak a Demospongiae csoport tagjai, azonban sokkal nagyobbak. A közönséges szivacs (Spongia officinalis) is ide tartozik. Feltehetően a nagyon korai szivacsok csak sekély vízben, sztromatolitokhoz közel éltek, mivel ott a cianobaktériumok fotoszintézisük révén az életükhöz szükséges oxigént hoztak létre. Míg a tenger többi része szinte oxigénmentes volt, a szivacsok a magasabb, de mégis nagyon alacsony oxigénkoncentráció mellett élni tudtak.:90 Feltehetően ezek az állatok már használtak hemocianint az oxigén jobb szállításához.

#### Otavia
A szivacsok további korai formái megőrződhettek mintegy 760 millió éves fosszíliákban. Ezeket Namíbiában találták meg tengeri üledékes kőzetekben,:3, 5 melyeket Otaviának neveztek el. A kis kövületek legfeljebb 5 milliméteresek voltak, és tojás vagy gömb alakúak voltak. Vékony falukon sok kis nyílás volt, melyek ostiumok is lehetnek. Ezenkívül vannak nagyobb üregek, melyekről feltehető, hogy osculumok voltak.:7 Azonban nem biztos, hogy az Otavia korai szivacs. Lehetnek egyszerű kalcium-foszfát szemcsék, melyeket a homok befedett, kilyukasztott és üregessé tett.:982

### Kriogén
Az Otavia léte alatt:7 kezdődött a kriogén kor. 717 millió évvel ezelőtt elkezdődött a sturti eljegesedés, mely néhány ezer, legfeljebb néhány tízezer év alatt a Föld majdnem teljes felületét jéggel borította be. Ez 47 millió évig tartott, ezután 20 millió évvel később kezdődött a marinói eljegesedés, mely során mintegy 5 millió évig hasonlóan a Föld majdnem teljes felületén jég képződött.:25 478 A szivacsoknak túl kellett élniük ezen extrém feltételeket is. Azonban a kriogén előtt kevéssel az óceánokban vékony felületközeli réteg alakult ki kevés oldott oxigénnel. Azonban a sötétben a nagy, zárt jég alatt a szervezetek hamar elhasználták az oxigént, ezért hamar oxigénszegény környezet alakult ki.:25 478 Feltételezések szerint a szivacsok a gleccserek tengerig érő alján éltek túl, vagy az egyenlítőhöz közeli kis zónákra csökkent területük,:25 478 melyek feltehetően jégmentesek maradtak.:824 A sturti eljegesedés kezdetére a légkör oxigéntartalma elérte a mai érték 1%-át,:1, 10 és ahol a tengervízzel a levegő érintkezhetett, az oxigén feloldódhatott a vízben.

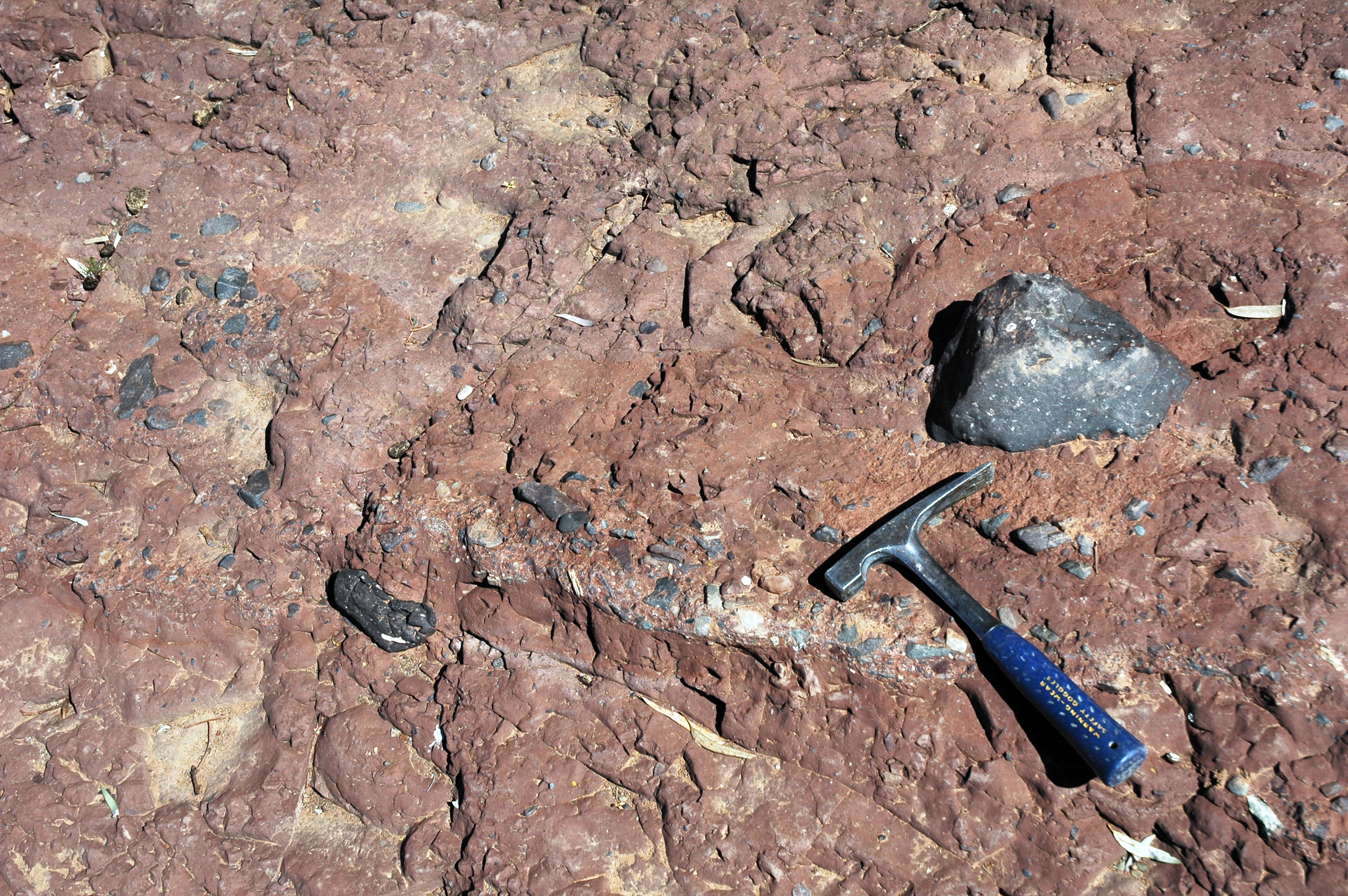
Gleccserlerakódások (tillit) a kriogénből a Flinders-hegységben (Dél-Ausztrália)

Ezután a jeget áttörő vulkánok és hegységek kőzetei mállottak, porokat létrehozva, melyeket a szél elszállított, és a gleccserek tetején lerakott. Ezen ásványi porok gazdagok voltak tápanyagokat tartalmazó sókban, melyeket a víz feloldott, amikor nyáron sekély olvadéktavak alakultak ki a gleccsereken. Valószínűleg e sekély, sógazdag tavakban főképp cianobaktériumok éltek. A baktériumok fotoszintetizáltak, amikor a poros levegőn át elég napfény jutott el hozzájuk.:14–16 Ez a földközeli levegő oxigénkoncentrációját tovább növelte,:20–21 így a sturti eljegesedés végére az oxigénkoncentráció több lehetett a mai érték 1%-ánál (vagyis 0,2%-nál).:10 Az oxigén egy része a jég alatt is eljutott a tengerbe: a helyek, ahol a selfjég a tengerfenékről elindult felfelé, és elkezdett a vízen úszni, a felszakadási vonalak. Valószínűleg még a kriogén jégkorszakai alatt is kerültek a felszakadási vonalakba a gleccserek aljáról olvadékvizek. Az ilyen szubglaciális olvadékvizekben oxigén volt, mely a korábban a gleccserjégbe zárt légbuborékokból származott, és a megolvadt vizekben feloldódott. A szubglaciális olvadékvizek keveredtek a felszakadási vonalakban a tengervízzel, így az oxigénnel dúsult. Így az úszó jég alatt kis oxigéntartalmú víztestek alakultak ki. Néhány száz méter széles sávokban így szivacsok és más bentikus aerob szervezetek telepedhettek meg. Így oxigéntartalmú vízáramlatok alakultak ki, melyek a jégtakaró alja felé egyre kisebbek voltak, míg mintegy 2 km-re a felszakadási vonaltól véget értek. Itt pelágikus aerob élőlények éltek.:25 481–25 482

#### Élet a kriogénben
A kriogén környezete nagyon erős abiotikus szelekciós tényezőkkel hatott a szivacsokra. Az akkor kifejlődött túlélőképesség egy részét máig megőrizték. Például az édesvízi Ephydatia muelleri gyöngysarjai új szivacstesteket hoznak létre akkor is, ha 112 napig anoxikus környezetben tárolják. A Tethya wilhelma szabályos testkontrakcióit a megfelelő ismétlési arányokkal hajtja végre még a mai légköri oxigénkoncentráció 4%-a mellett is.:4 Még 0,25% mellett se változik a gének leolvasási sebessége.:6 Az Eunapius fragilis gemmuláinak mintegy 80%-a 1 órán át életképes marad −70 °C-on. 2016-ban az antarktiszi Filchner-Ronne-selfjégben 872 méterre fúrtak. A fúrás helyén a selfjég teteje 111 méterrel a tengerszint felett volt. Kamerával elérték az ez alatti 472 méteres szabad víz alját, ahol egy szikla oldalain egy nyeles és 15 nyél nélküli szivacsot találtak, melyek mind néhány centiméteresek voltak. A szivacsok teljes sötétben éltek összesen 1233 méterrel a tengerszint, azaz 1344 méterrel a selfjégfelszín alatt, a selfjég szélétől 260 kilométerre, −2,2 °C-os hőmérséklet mellett.

#### Szteroid biomarkerek
A szivacsok legrégebbi kémiai fosszíliái a kriogén újabb szakaszából származhatnak. Két szteroid biomarkerben jelenhettek meg, ezek a 24-izopropilkolesztán és a 26-metilsztigmasztán. E molekulákat Ománból származó kőzetekben és kőolajban találták meg. Ma kizárólag szivacsok állítják elő őket. E biomarkerek utalhatnak arra. hogy a szivacsok legkésőbb 635 millió évvel ezelőtt mindenképp léteztek. Azonban ezen anyagok más élőlényektől is származhattak: a Rhizaria csoport egysejtűi és a zöldmoszatok mindkettő prekurzorait előállítják. Ezeket főképp geokémiai folyamatok változtathatták meg, mely révén ma 24-izopropilkolesztánként és 26-metilsztigmasztánként kerültek elő.

### Ediakara

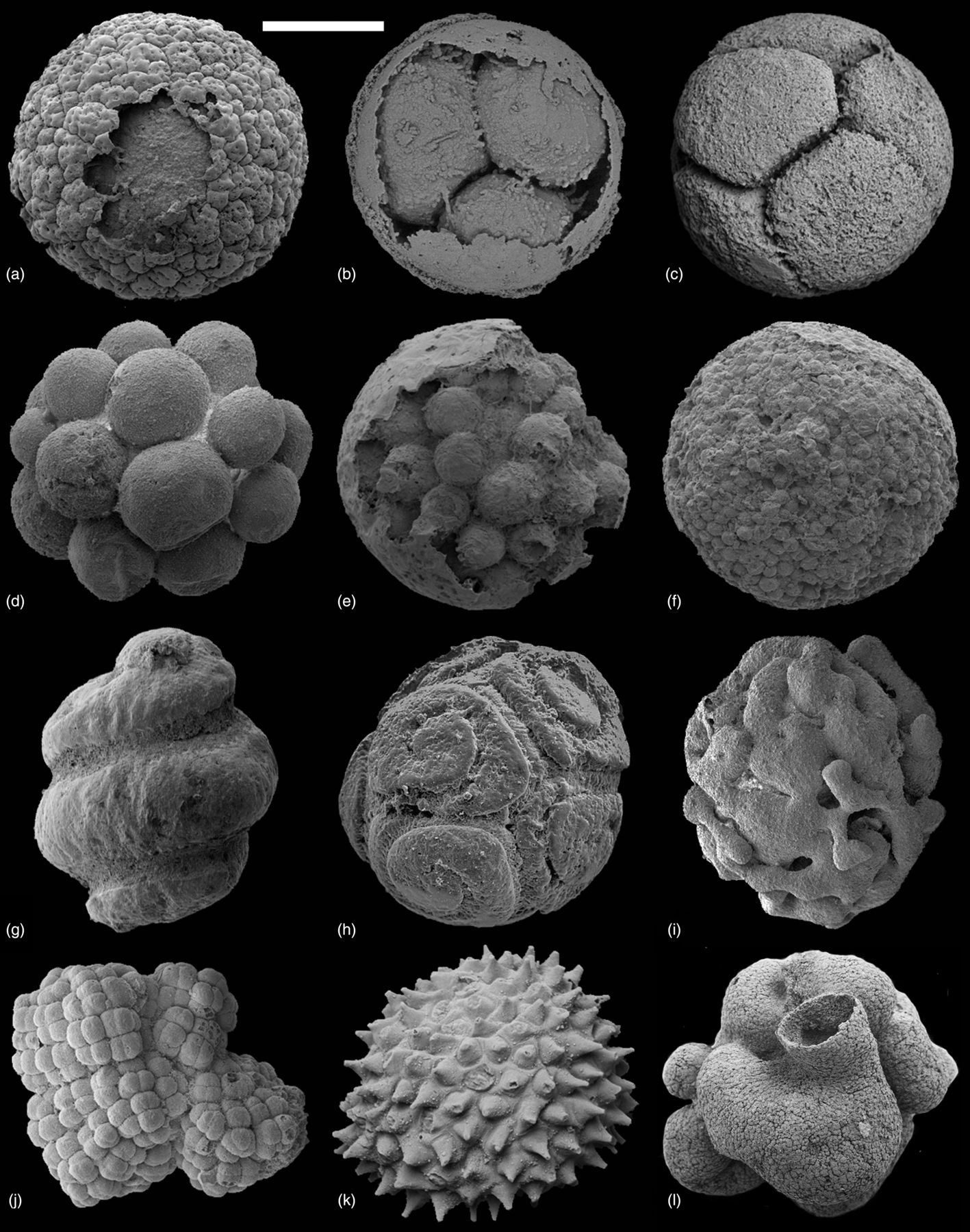
A Weng'an életközösség mikrofosszíliái

Valószínűleg az egész kriogén alatt törtek ki vulkánok a jégen át. Ez növelte a szén-dioxid-koncentrációt a légkörben, ezzel annak koncentrációja több százszorosára nőtt a mai szintnek, ezzel jelentősen erősítve az üvegházhatást. Ezzel véget értek az eljegesedések, és a Föld hosszú melegkorszakba lépett. A jég elolvadt, a tengerszint mintegy 500 méterrel emelkedett.:817, 819, 824 Ezzel kezdődött el az ediakara kor.

#### Weng'an-életközösség
A délnyugat-kínai Dusantuo-formáció nagyon finom szemcsés foszforitjai tartalmazzák a Weng'an-életközösséget. A mikrofosszíliák valószínűleg több mint 609 millió évesek,:799 és állatok petéiként vagy korai embrióiként azonosítják. Éppígy lehetnek algaciszták:13 684 vagy a Thiomargarita génuszhoz hasonlító nagy kénbaktériumok maradványai is. Azonban a Tianzhushania, Spiralicellula és Megasphaera nemek fosszíliái hasonlítanak korai állatembriókra.:4307 A kritériumokat, melyekkel a három nem megkülönböztethető az embrióktól, viszont nem tekintették elég meggyőzőnek.:798–799 Ezenkívül a Megasphaera esetén több különböző szakasz is megkülönböztethető, melyek az állatok korai embrionális fejlődésére emlékeztetnek.:4310, 4312 Ugyanez igaz a Caveasphaera,:4309 Helicoforamina és Ostiosphaera-mikrofosszíliákra.

#### Eocyathispongia
A Dusantuo-formáció fosszíliái a korai szivacsok további nyomait rejthetik. Ott találtak 600 millió éves sekélyvízi üledékes kőzetekben egyedi, korai példányt az Eocyathispongia génuszból. A fosszília térfogata mintegy 3 mm3, és csomós gömb alakja van. Belül három kamrából áll, melyeket egy nyílás köt össze a környezetben lévő vízzel. Ezek feltehetően osculumok. Az Eocyathispongia több százezer sejtből állt. A három kamra fala több sejtrétegű volt.:E1454–E1455 A fosszília belsejében több száz szorosan egymás melletti méhsejtszerű alakból álló mezőket találtak, ahol choanociták sorakozhattak, de róluk nem maradt fenn nyom.:E1457–E1458 A fosszília szivacshoz tartozása több okból is kétséges. Nincsenek benne ostiumok, se szivacsspiculumok. Kinézetében se hasonlít ismert szivacsra.:799 Továbbá az Eocyathispongia belső felületei a teljes szervezet táplálásához túl kicsik lehettek, a feltételezett choanociták nem tudtak elég tápanyagrészecskét kiszűrni az összes sejtet megfelelő ellátásához.

#### Szivacsspiculumok
Ezenkívül a Dusantuo-formációban találhattak fosszilis szivacsspiculumokat, melyek becsült kora 580 millió év. De itt is vitatott, hogy valóban szivacsmaradványokról van-e szó,:984 a részecskék éppúgy lehettek fosszilis sugárállatkák maradványai is. Lehet, hogy a szivacsok különböző ágai 40 millió évvel később, egymástól függetlenül kezdték el a spiculumok biomineralizációját.:2, 6–7, 9

#### Tabulata
Mindent összevetve még nem találtak meggyőző szivacsfosszíliát a toniumból, kriogénből vagy az ediakarából.:995–996 A molekuláris óra szerint már 920 millió évvel ezelőtt:3–4 kiválhatott a szivacsok közül a többi állat.:7:974 Lehet, hogy a többi állat utolsó közös őse korongra (placula) vagy üreges gömbre hasonlított (gastraea). Mindkét esetben ezen élőlény két sejtrétegű kellett, hogy legyen. Ezenkívül az új fejlődési ágban megszűnt a galléros ostoros sejt típusa. A Weng'an-életközösség számos finom fosszilis csövet tartalmaz, melyek feltehetően más állatok, például a kihalt Tabulata csoportba tartozó virágállatok nyomai.:13 687–13 688 Azonban e csöveket algaszálak is hagyhatták.

#### Dickinsonia

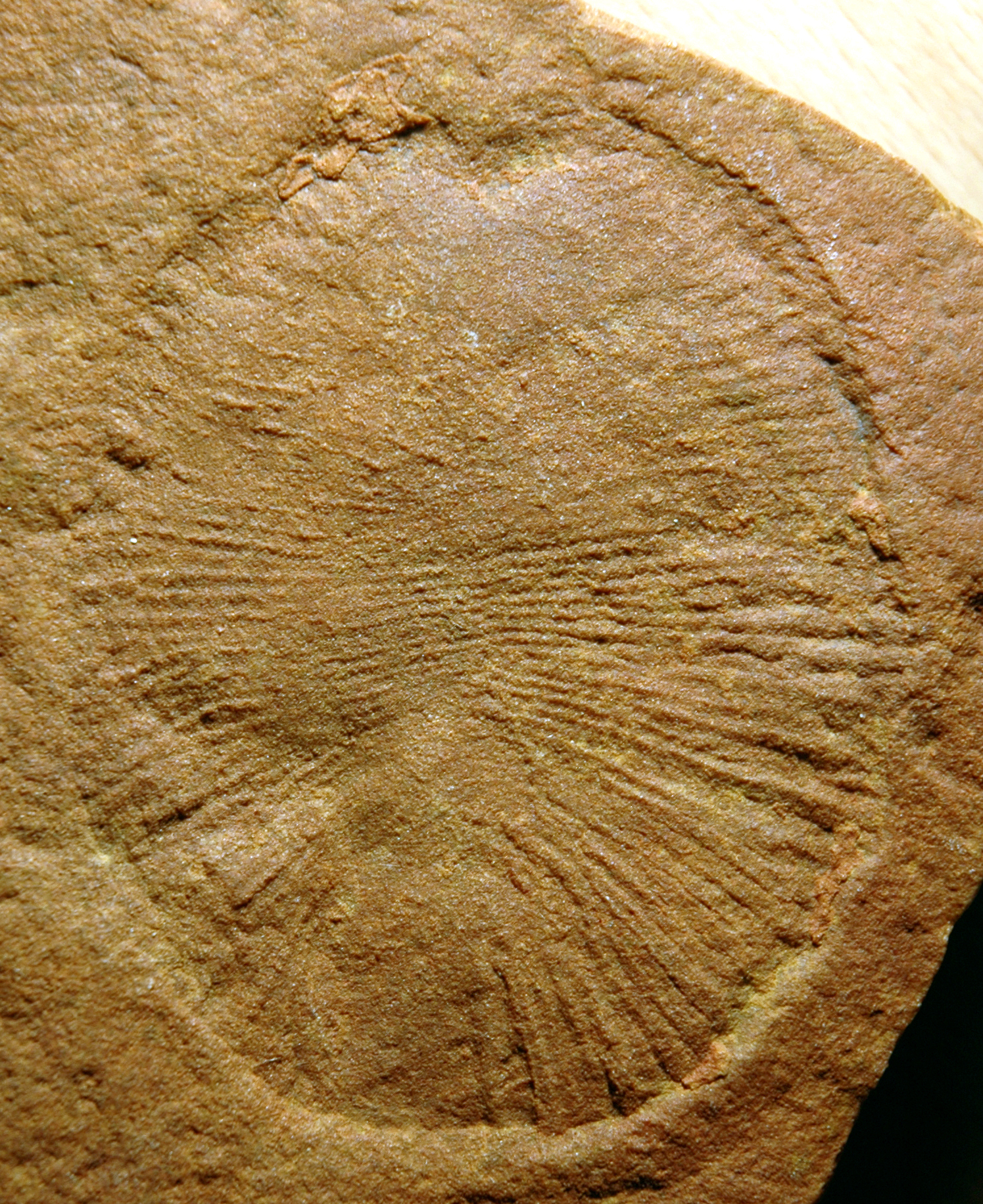
A Dickinsonia a Choanozoa feltételezett legidősebb fosszíliáinak egyike.

539–571 millió éves dél-ausztráliai kőzetekben kis, nagyjából féreg alakú élőlény lenyomatait találták, mely feltehetően kétoldali szimmetriájú állat volt. Génusza az Ikaria nevet kapta. Ezen időszakból származik két további, feltételezések szerint kétoldali szimmetriájú állatcsoport, a Spriggina és a Kimberella, melyek korát 555 millió évre becsülték,:1248 valamint egy 551 millió éves bordásmedúza, az Eoandromeda.:5 Hasonló korúak a valószínűleg csőlakó Cloudina féreg és a Yilingia gyűrűsféreg.  Ezenkívül a Lophotrochozoa egy lehetséges tagját, a Namacalathust is megtalálták 547 millió éves namíbiai kőzetben. Az ediakara-fauna további tagjai, például a Dickinsonia génusz is feltételezhetően állatok voltak.:452 Hogy az utóbbi állat volt, meghatározott szteroidok igazolhatják. A molekulákat a fosszíliában találták, és általában állatra utaló biomarkerek. A Dickinsonia különösen nagy korongállatkanem is lehetett.

### Kambrium
Az ediakara végén a déli féltekén létrejött a Gondwana, mely a „transzgondwanai szuperhegy”, egy több mint 8000 km hosszú, több mint 1000 km széles hegylánc létrejöttével járt. Ezenkívül sok vulkán tört ki, ezzel megnövelve a légkör szén-dioxid-tartalmát és a Föld átlaghőmérsékletét. Az óceánokban oxigénhiány lépett fel, mely az ediakara életközösségek 80%-ának kihalását okozta. A magasabb hőmérséklet egyben a szubaerikus kőzetek gyorsabb mállását okozta, melyek a hegység miatt nagy mennyiségben voltak jelen. A kőzetek ásványi anyagait a víz feloldotta, így azok a tengerekbe jutottak, a moszatnövekedést segítve. Az így megnövekedett fotoszintézis növelte az oxigéntartalmat. Ezután következett a kambrium 541 millió évvel ezelőtt. Feltehetően a kambriumi robbanás fő okainak egyike lehet a megnövekedett oxigéntartalom. Az állatok kemény anyagokat építettek támasztószöveteikbe, héjaikba és házaikba. Ez kedvezett a későbbi fosszilizációnak, ezért a kambrium utáni Choanozoa-fosszíliák nagyobb mennyiségben és változatosságban érhetők el. Az első egyértelmű szivacsspiculumok is a kambriumi átmenet során alakultak ki.

## Fordítás
Ez a szócikk részben vagy egészben  a   Choanozoa című német Wikipédia-szócikk ezen változatának fordításán alapul.  Az eredeti cikk szerkesztőit annak laptörténete sorolja fel. Ez a jelzés csupán a megfogalmazás eredetét és a szerzői jogokat jelzi, nem szolgál a cikkben szereplő információk forrásmegjelöléseként.